# Ford F-Series (huitième génération)
Article principal: Ford F-Series

La huitième génération du Ford F-Series est une gamme de pick-ups civils et de pick-ups utilitaires légers et moyens produits par Ford de 1986 à 1991. Alors que la cabine et le châssis de 1980 ont été transférés sur le nouveau modèle, le modèle de 1987 était plus rationalisé et les éléments d'entretien ont été simplifiés. L'extérieur a été restylé avec de nouveaux phares composites, une partie avant plus aérodynamique et des ailes circulaires. L'intérieur a été entièrement repensé. Un système anti-blocage des roues arrière étaient désormais de série, c'est le premier pick-up à en bénéficier. Pour la première fois, tous les modèles ont été produits avec des bennes Styleside à côtés droits; la benne Flareside a été abandonnée, à l'exception d'un petit nombre de modèles de début 1987 utilisant des restes de bennes de 1986 avec de nouvelles ailes circulaires. En 1991, Ford a lancé les feux arrière du modèle de la 9e génération (le feu de recul blanc a été réduit en taille) sur la dernière année du modèle de la 8e génération.

## Finitions
- Custom inclus : Rembourrage en vinyle, volant noir, pare-chocs avant chromé, calandre noire, enjoliveurs, rétroviseurs rabattables et une radio AM électronique avec horloge numérique et deux haut-parleurs.
- XL ajoute : Rembourrage en tissu et vinyle, rétroviseurs rabattables, bande de frottement sur le pare-chocs avant, tapis de sol de couleur assortie, un panneau de porte avec poche pour carte et un pavillon de couleur assortie.
- XLT Lariat ajoute : Rembourrage en tissu, calandre chromée, enjoliveurs de roues sport, verre tinté, moquette et volant gainé de cuir.
- Nite (1991)

En 1991, la finition « Nite » a été introduite. Elle comprenait toutes les garnitures extérieures noircies, une rayure rose ou bleu/violet et un autocollant « Nite » sur les côtés de la benne de chargement.

## Modèles
Les modèles du Ford F-Series de huitième génération sont :
- F-150 : 1/2 tonne (6 250, poids nominal brut max. du véhicule)
- F-250 : poids léger, 3/4 de tonne (7 700, poids nominal brut max. du véhicule)
- F-250HD : 3/4 de tonne (8 800, poids nominal brut max. du véhicule)
- F-350 : pick-up de 1 tonne de catégorie 2 ou catégorie 3 (10 000, poids nominal brut max. du véhicule)
- F-Super Duty : pick-up de catégorie 4 (14 500, poids nominal brut max. du véhicule)[1]

Le nouveau F-Super Duty de 1987 était essentiellement un pick-up de catégorie 4 construit en tant que châssis-cabine, avec une benne du marché secondaire (spécifique à son utilisation future) ajouté après la construction du pick-up. Le F-Super Duty est livré avec deux réservoirs de carburant avec un interrupteur à bascule monté sur le tableau de bord pour basculer entre chaque réservoir, tout en utilisant une seule jauge de carburant. Il était livré avec une prise de force utilisée pour alimenter des accessoires, tels que des treuils ou une benne basculante, directement à partir de la transmission. Le poids nominal brut du véhicule des modèles F-Super Duty étaient évalués à environ 14 500 livres (6 577 kg) et ils étaient équipés du moteur essence V8 de 7,5 L (460 pouces cubes) standard ou du moteur diesel V8 de 7,3 L (444 pouces cubes) en option. Toutes les roues étaient à 10 ergots avec des roues jumelées à l'arrière. La transmission était une automatique à trois vitesses, avec l'E4OD à commande électronique à quatre vitesses en option à partir de 1990. Un châssis dépouillé était également disponible, offrant un poids nominal brut du véhicule de 16 000 livres (7 257 kg) sur deux empattements de 158 ou 178 pouces (4 013 ou 4 521 mm) et le moteur diesel de 7,3 L comme seule option. Ce modèle ne doit pas être confondu avec la gamme de pick-ups commerciaux Super Duty disponible à partir de l'année modèle 1999.

## Groupe motopropulseur et châssis
Dans le but de mettre davantage à jour la gamme de moteurs du F-Series, le six cylindres en ligne de 6,9 L a été converti pour l'injection de carburant en 1987. Un an plus tard, Ford est devenu le premier constructeur de pick-ups à vendre une gamme de moteurs entièrement sans carburateur, car les V8 de 5,8 L et de 7,5 L ont également obtenu l'injection de carburant (le V8 de 5,0 L avait obtenu l'injection de carburant en option en 1985 et c'était standardisé en 1986). En 1988, le moteur diesel V8 d'International (Navistar) est passé de 420 à 444 pouces cubes (6,9 à 7,3 L); cela a permis une augmentation à 180 ch (130 kW) et 495 N⋅m de couple.
Alors que la transmission manuelle à 3 vitesses montée sur colonne a été abandonnée, une grande partie du reste de la gamme de transmissions a été reprise des pick-ups de 1980-1986. En 1988, la transmission ZF S5-42 à cinq vitesses a remplacé la transmission Borg-Warner T19 dans les modèles F-250 et F-350. Pour le F-150 et le F-250 léger, la boîte manuelle Borg-Warner T18 à 4 vitesses plus résistante est restée disponible, tandis que la boîte manuelle M5OD construite par Mazda à 5 vitesses a été ajoutée à la gamme pour les modèles équipés des moteurs six cylindres en ligne de 4,9 L et V8 de 5,0 L.
En 1989, les améliorations des modèles à quatre roues motrices comprenaient l'ajout de moyeux à verrouillage automatique pour le F-150. Les modèles avec le V8 de 5,0 L avaient également une option de boîte de transfert électronique «Touch Drive»[réf. nécessaire].
De 1980 à 1996, Ford proposait une suspension avant indépendante à bras oscillant sur les quatre roues motrices appelée Twin Traction Beam (TTB). Sur la base de sa suspension Twin I-Beam sur les deux roues motrices de 1965, Ford a monté un différentiel Dana 44 ou Dana 50 dans la poutre de l'essieu avant côté conducteur qui transmettait le couple à la roue côté passager avec un arbre d'essieu en forme de U. Les ressorts hélicoïdaux TTB étaient encore utilisés sur le F-150, tandis que les F-250 et F-350 à quatre roues motrices avaient des ressorts à lames. Le F-250 a reçu des essieux TTB Dana 50, et le F-350 un essieu Dana 60 solide.

### Moteurs
| Nom                             | Production | Type de moteur/Cylindrée                               | Puissance      | Couple  | Livraison de carburant         |
| ------------------------------- | ---------- | ------------------------------------------------------ | -------------- | ------- | ------------------------------ |
| Six cylindres 300               | 1987-1991  | Six cylindres en ligne de 300 pouces cubes (4 916 cm3) | 145ch (108 kW) | 359 N⋅m | EFI                            |
| Windsor 5.0                     | 1987-1991  | V8 de 302 pouces cubes (4 949 cm3)                     | 185ch (138 kW) | 366 N⋅m | EFI                            |
| Windsor 5.8                     | 1987       | V8 de 351 pouces cubes (5 752 cm3)                     | 210ch (157 kW) | 414 N⋅m | Carburateur à 4 barrils        |
| Windsor 5.8                     | 1988-1991  | V8 de 351 pouces cubes (5 752 cm3)                     | 210ch (157 kW) | 427 N⋅m | EFI                            |
| V8 460                          | 1987       | V8 de 460 pouces cubes (7 538 cm3)                     | 225ch (168 kW) | 491 N⋅m | Carburateur à 4 barrils        |
| V8 460                          | 1988-1991  | V8 de 460 pouces cubes (7 538 cm3)                     | 225ch (168 kW) | 529 N⋅m | EFI                            |
| V8 IDI d'International de 6,9 L | 1987       | Moteur diesel V8 de 420 pouces cubes (6 883 cm3)       | 170ch (127 kW) | 427 N⋅m | Injection directe de carburant |
| V8 IDI d'International de 7,3 L | 1988-1991  | Moteur diesel V8 de 444 pouces cubes (7 276 cm3)       | 180ch (134 kW) | 468 N⋅m | Injection directe de carburant |